# Turn It on Again: The Tour

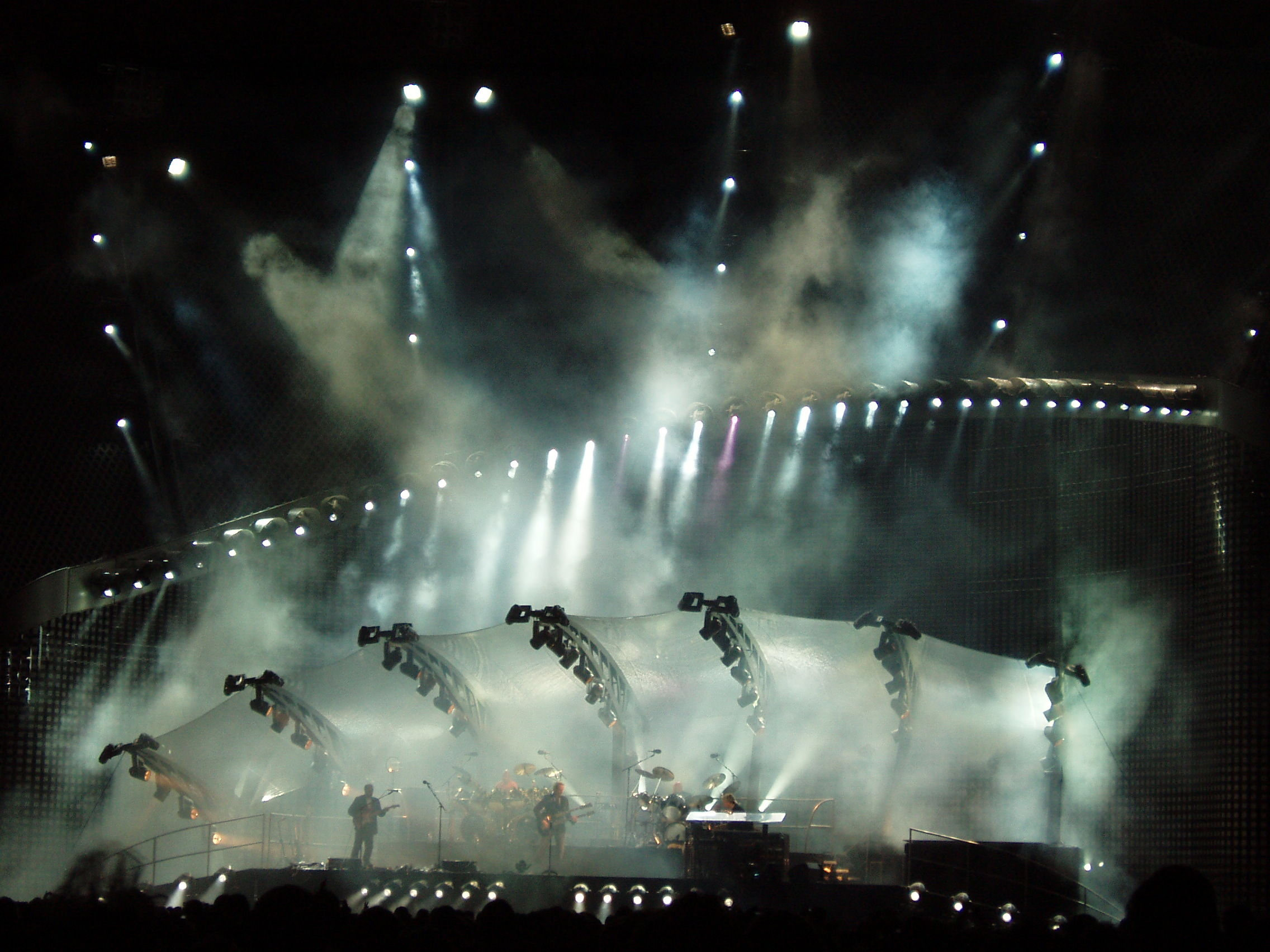
Los Endos Live (Twickenham)

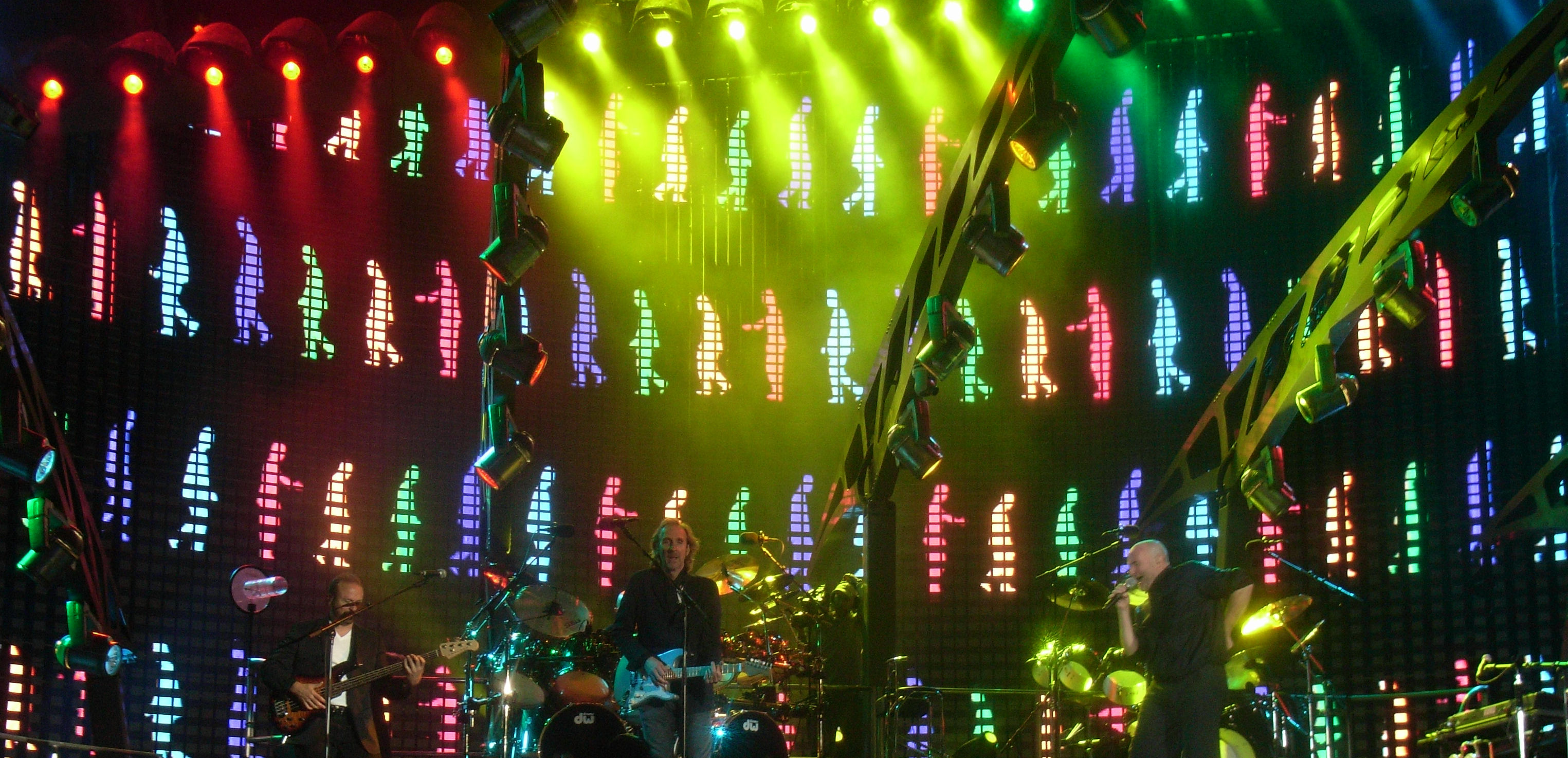
lichtshow

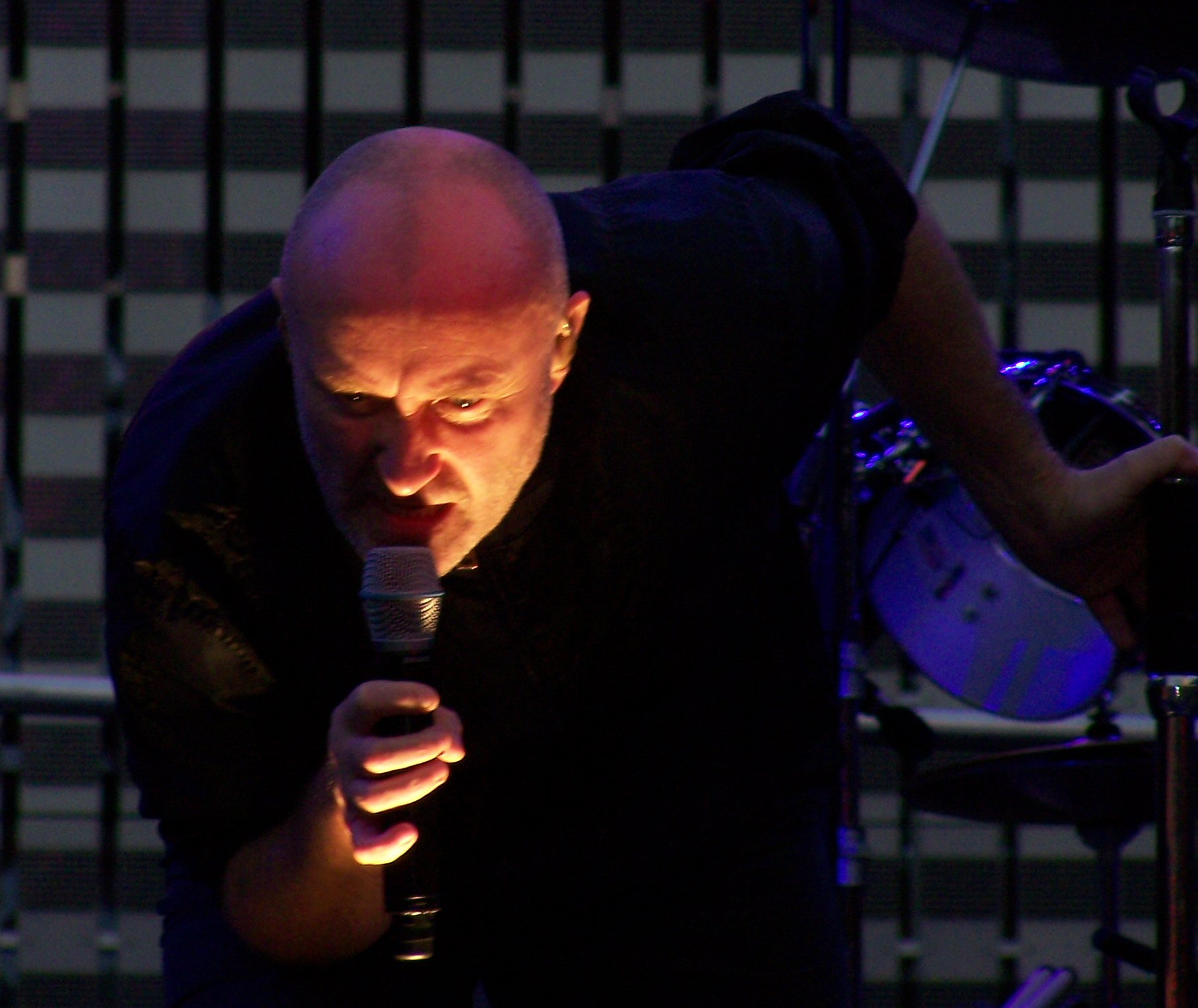
Phil Collins

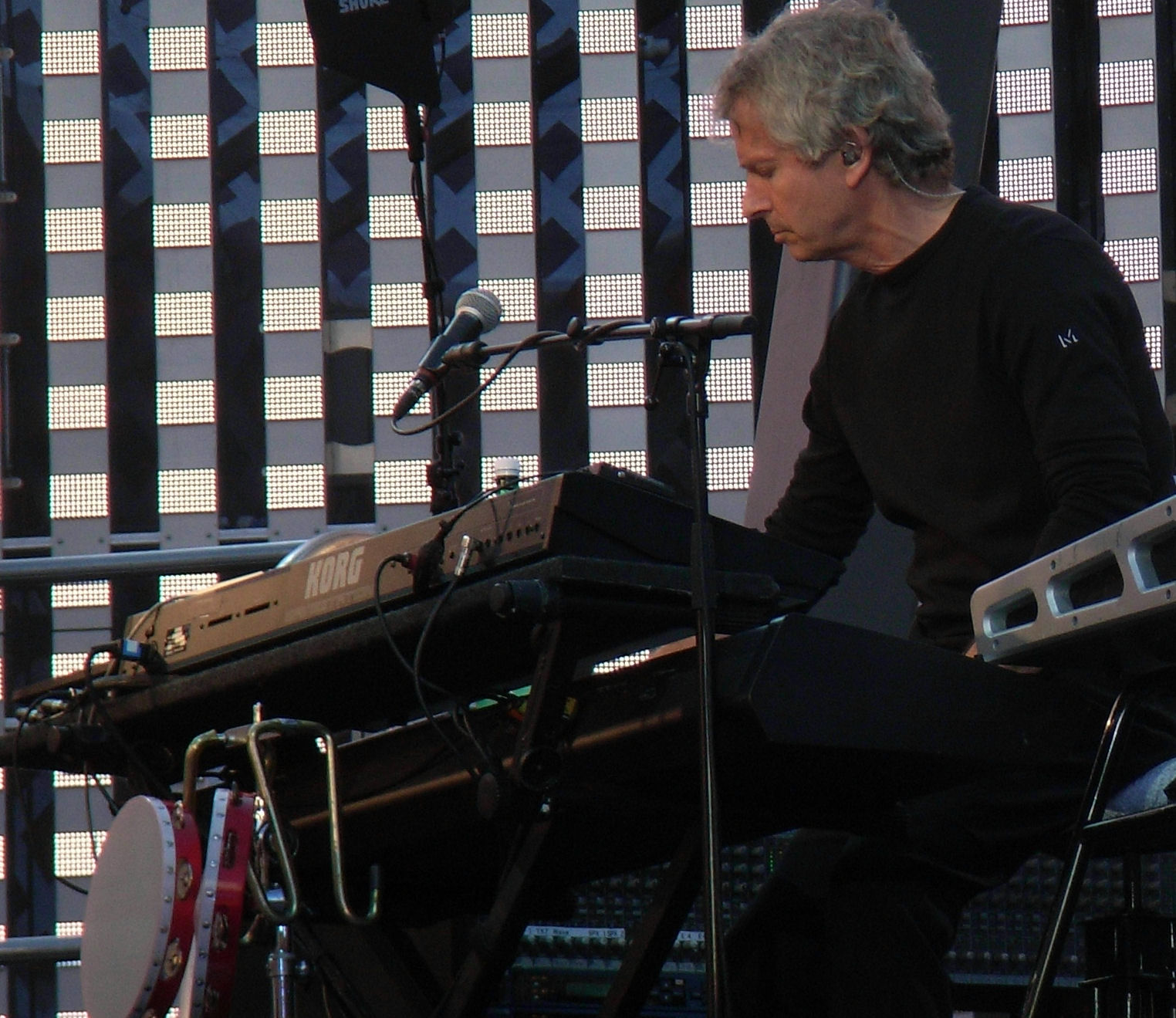
Tony Banks

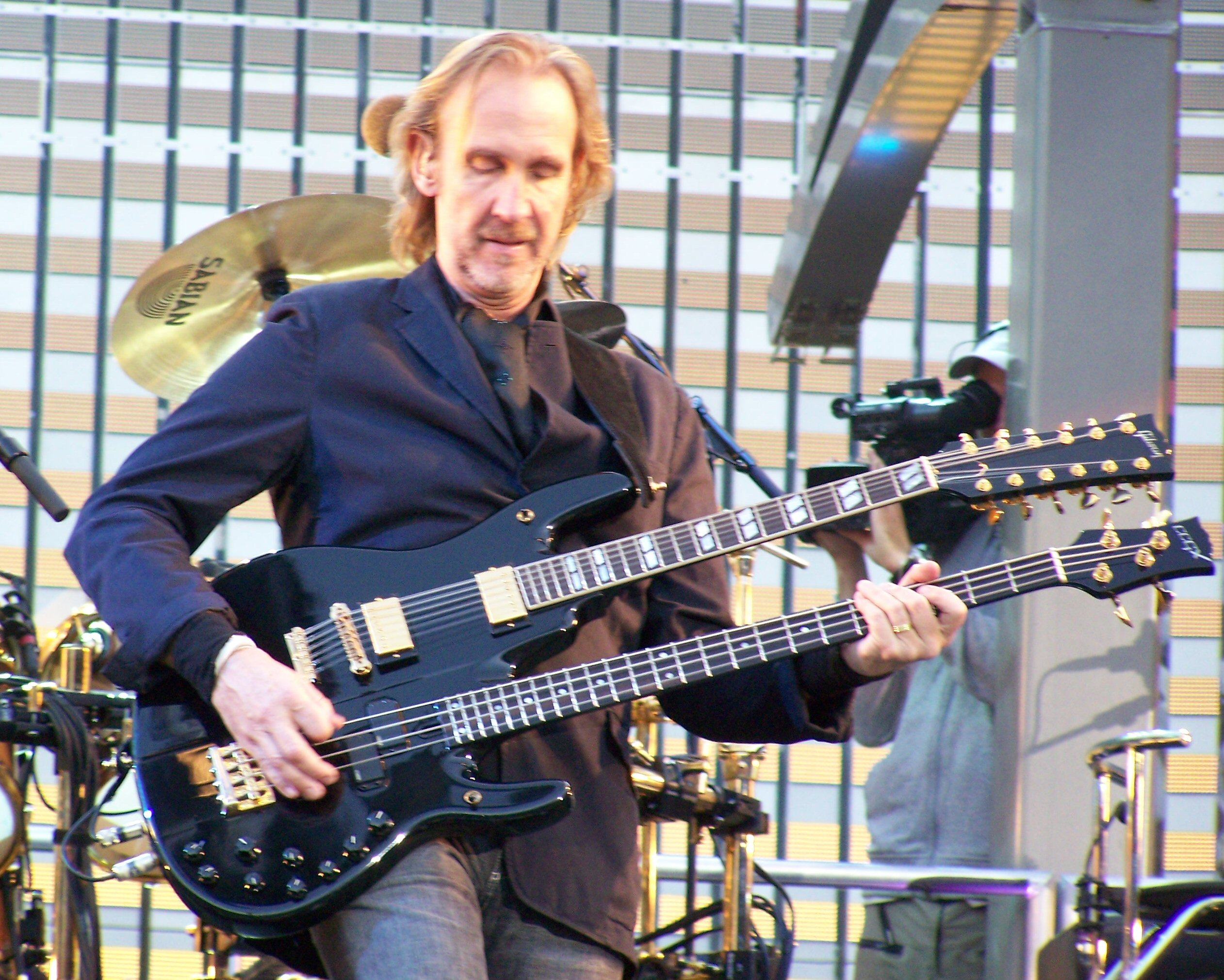
Mike Rutherford

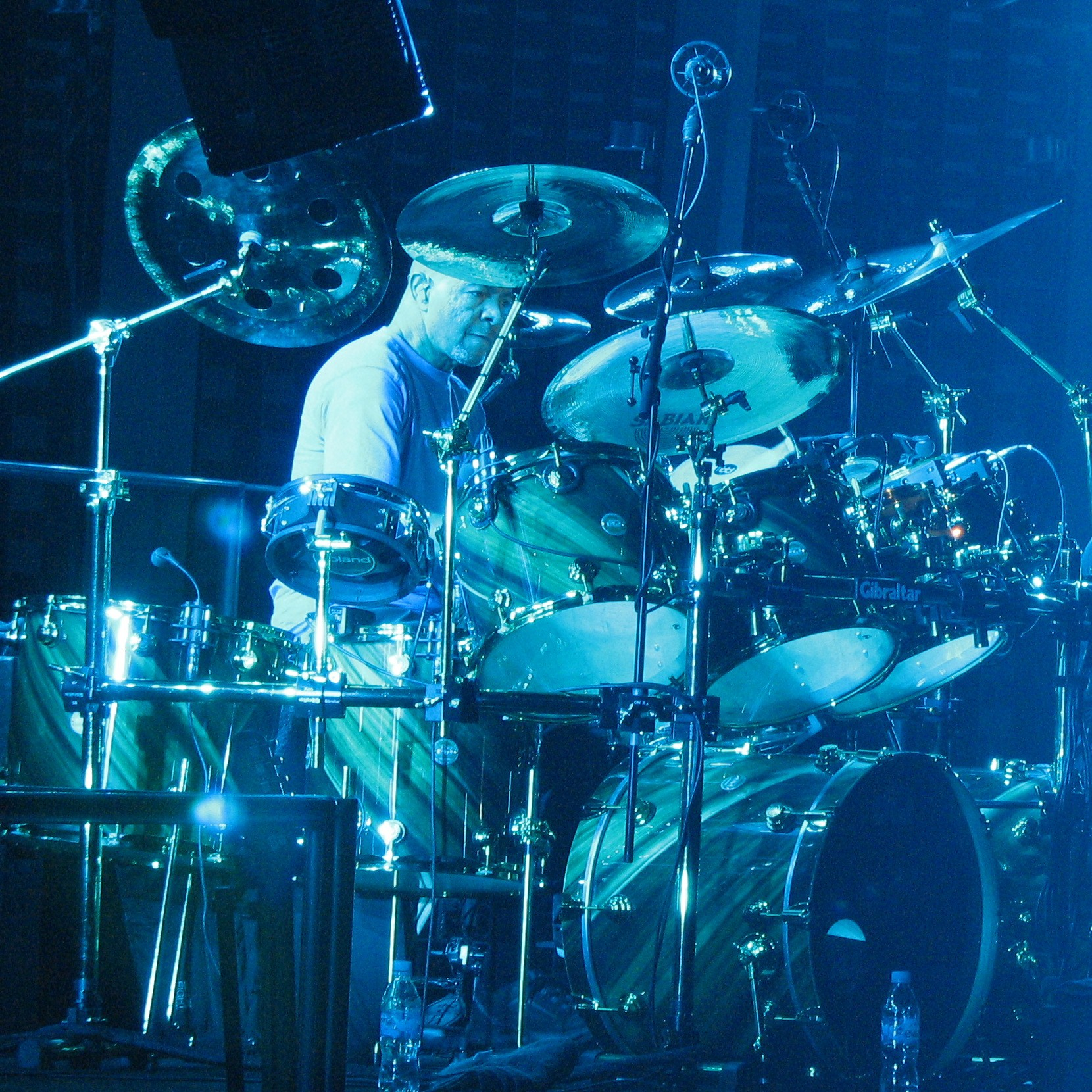
Chester Thompson

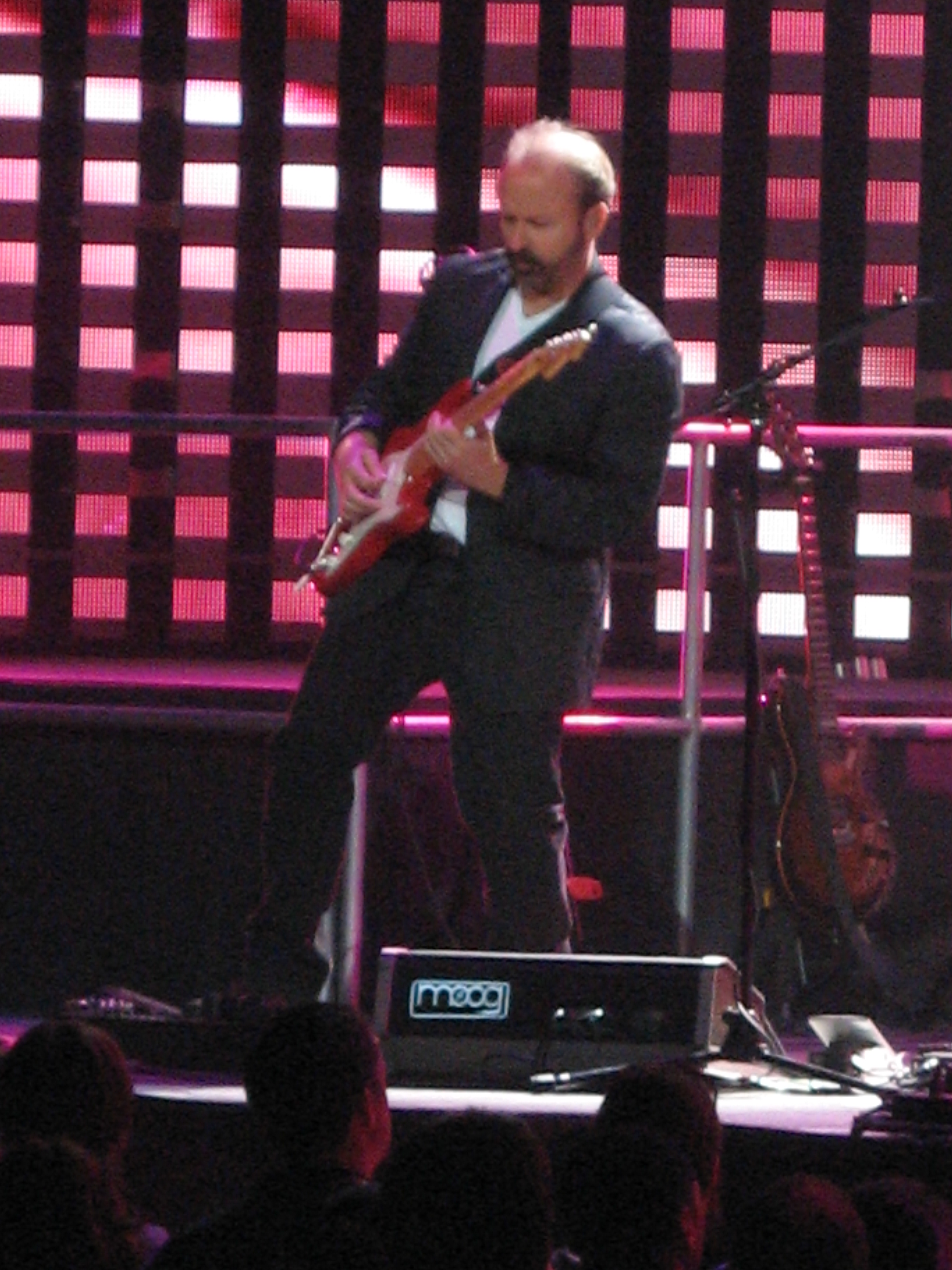
Daryl Stuermer

Turn It On Again: The Tour was een tournee van de Britse band Genesis, waarmee ze in 2007 door Europa en Noord-Amerika trokken. De tournee begon op 11 juni in Helsinki, Finland en eindigde op 14 juli in Rome. De Noord-Amerikaanse tour ging op 7 september in Toronto van start en eindigde op 13 oktober in Los Angeles.
De bezetting bestond uit:
- Tony Banks – toetsen;
- Michael Rutherford – gitaar, basgitaar;
- Phil Collins – zang en drums  en de vaste live-ondersteuning:
- Daryl Stuermer - basgitaar en gitaar afhankelijk van Rutherford
- Chester Thompson - drums.

Het laatste concert in deze samenstelling was nadat hun succesvolle album We Can’t Dance verscheen in 1991. De licht- en videoshow was geheel nieuw opgezet, met onder andere oude fragmenten van vorige tournees en foto’s uit de tijd dat Peter Gabriel nog de zanger was.
Men heeft ook geprobeerd Peter Gabriel en Steve Hackett bij deze tournee te betrekken, maar beiden hadden al hun eigen plannen voor 2007: ze waren gedurende de Genesis-tournee zelf op reis rond de wereld. Bij fans bestond hoop dat Peter Gabriel minstens een nummer zou meezingen in Amsterdam, Gabriel had namelijk 2 dagen eerder een concert gegeven in Amsterdam op het terrein van de Westergasfabriek. Hij was echter tijdens het concert al onderweg naar België voor een optreden en kreeg pech met zijn tourbus.
Van alle Europese concerten waren dubbel-cd's te bestellen bij een firma in Noord-Amerika; de opnames waren niet uit de zaal, maar van de soundboard. Alle concerten waren ook in een box van 22 cd's te koop. Op 3 december 2007 volgde de officiële uitgave: Genesis Live over Europe. Van het laatste concert in Europa, in het Circus Maximus in Rome verscheen in mei 2008 een dvd met de titel When in Rome 2007.

## Uitgevoerd werden
1. "Duke's Intro"
2. "Turn It On Again"
3. "No Son of Mine"
4. "Land of Confusion"
5. "In The Cage" / "The Cinema Show" / "Duke's Travels"
6. "Afterglow"
7. "Hold on My Heart"
8. "Home by the Sea / Second Home by the Sea"
9. "Follow You, Follow Me"
10. "Firth of Fifth"
11. "I know what I like (in your wardrobe)/Stagnation/I Know What I Like (reprise)"
12. "Mama"
13. "Ripples"
14. "Throwing It All Away"
15. "Domino"
16. "Conversations with Two Stools" (Drum Duet)*
17. "Los Endos"
18. "Tonight, Tonight, Tonight"
19. "Invisible Touch"
20. "I Can't Dance"
21. "The Carpet Crawlers"

## Europese tourdata
- 11 juni: Helsinki; Olympisch Stadion;
- 14 juni: Herning; Messe Center;
- 15 juni: Hamburg; AOL Arena;
- 17 juni: Bern; Stade de Suisse;
- 19 juni: Linz; Guggle Stadion;
- 20 juni: Praag; Sazka Arena;
- 21 juni: Katowice: Slaski Stadion;
- 23 juni; Hannover;  AWD Arena;
- 24 juni: Brussel; Koning Boudewijnstadion;
- 26 juni; Düsseldorf; LTU Arena;
- 27 juni: idem;
- 28 juni: Stuttgart; Gottlieb Daimler Stadion;
- 30 juni: Parijs; Parc des Princes;
- 1 juli: Amsterdam; Amsterdam ArenA;
- 3 juli: Berlijn; Olympisch Stadion;
- 4 juli: Leipzig; Zentral Stadion;
- 5 juli: Frankfurt; Commerzbank Arena;
- 7 juli: Londen: Live Earth Concert;
- 7 juli: Manchester: Olf Trafford Football Stadion;
- 8 juli: Londen: Twickenham Stadion;
- 10 juli: München: Olympisch Stadion;
- 11 juli: Lyon: Gerland Stadion;
- 14 juli: Rome: Circo Massimo.

### Noord-Amerikaanse tourdata
- 7 september: Toronto (Canada); BMO Field
- 8 september: Buffalo, NY; HSBC Arena
- 9 september: Pittsburgh, PA; Mellon Arena
- 11 september: Boston, MA; TD Banknorth Garden
- 12 september: Albany, NY; Times Union Center
- 14 september: Montreal (Canada); Olympisch Stadion
- 15 september: Ottawa (Canada); Scotiabank Place
- 16 september: Hartford, CT; Hartford Civic Center
- 18 september: Philadelphia, PA; Wachovia Center
- 19 september: Philadelphia, PA; Wachovia Center
- 20 september: Philadelphia, PA; Wachovia Center
- 22 september: Columbus, OH; Nationwide Arena
- 23 september: Washington, D.C.; Verizon Center
- 25 september: New York, NY; Madison Square Garden
- 27 september: East Rutherford, NJ; Giants Stadium
- 29 september: Cleveland, OH; Quicken Loans Arena
- 30 september: Detroit, MI; The Palace of Auburn Hills
- 2 oktober: Chicago, IL;United Center
- 3 oktober: Chicago, IL; United Center
- 4 oktober: Chicago, IL; United Center
- 6 oktober: Denver, CO; Pepsi Center
- 9 oktober: San José, CA; HP Pavilion at San Jose
- 10 oktober: Sacramento, CA; ARCO Arena
- 12 oktober: Los Angeles, CA; Hollywood Bowl
- 13 oktober: Los Angeles, CA; Hollywood Bowl